# Qualificazioni al campionato europeo femminile di calcio 2017 - Fase a gironi, gruppo 1
Il gruppo 1 delle qualificazioni al campionato europeo femminile di calcio 2017 è composto da cinque nazionali: Bielorussia, 
Islanda, Repubblica di Macedonia, Scozia e Slovenia. La composizione degli otto gruppi nella fase a gironi di qualificazione venne decisa dal sorteggio tenutosi il 20 aprile 2015.
Il torneo si è disputato con la formula del girone all'italiana, con le squadre che si sono affrontate con partite di andata e ritorno. La vincitrice del girone si è qualificata direttamente per la fase finale del torneo, mentre la seconda classificata è stata direttamente qualificate se risultata una delle sei migliori seconde tra tutti gli otto gruppi (non contando i risultati contro le squadre giunte al quinto posto nel girone); in caso contrario le due restanti si sono giocate la partecipazione alla fase successiva nella fase dei play-off.

## Classifica finale
| Squadra     | Pt | G | V | N | P | GF | GS | DR  |
| ----------- | -- | - | - | - | - | -- | -- | --- |
| Islanda     | 21 | 8 | 7 | 0 | 1 | 34 | 2  | +32 |
| Scozia      | 21 | 8 | 7 | 0 | 1 | 30 | 7  | +23 |
| Slovenia    | 9  | 8 | 3 | 0 | 5 | 21 | 19 | +2  |
| Bielorussia | 9  | 8 | 3 | 0 | 5 | 10 | 20 | -10 |
| Macedonia   | 0  | 8 | 0 | 0 | 8 | 4  | 51 | -47 |

|             | Bielorussia (bandiera) | Islanda (bandiera) | Macedonia (bandiera) | Scozia (bandiera) | Slovenia (bandiera) |
| ----------- | ---------------------- | ------------------ | -------------------- | ----------------- | ------------------- |
| Bielorussia |                        | 0 - 5              | 6 - 2                | 0 - 1             | 2 - 0               |
| Islanda     | 2 - 0                  |                    | 8 - 0                | 1 - 2             | 4 - 0               |
| Macedonia   | 0 - 2                  | 0 - 4              |                      | 1 - 4             | 0 - 9               |
| Scozia      | 7 - 0                  | 0 - 4              | 10 - 0               |                   | 3 - 1               |
| Slovenia    | 3 - 0                  | 0 - 6              | 8 - 1                | 0 - 3             |                     |

## Risultati
(parziali)
Tutti gli orari sono CEST (UTC+2) per le date dal 29 marzo al 24 ottobre 2015 e tra il 27 marzo e il 29 ottobre 2016, per le altre date sono CET (UTC+1).
| Arbitro: | Sandra Bastos |

|  |           |                      |
|  | Marcatori | 28’, 49’, 59’ Little |

| Arbitro: | Marija Kurtes |

|                                     |           |  |
| Magnúsdóttir 30’ Brynjarsdóttir 73’ | Marcatori |  |

| Arbitro: | Lina Lehtovaara |

|                                       |           |  |
| Tibaut 16’ Zver 65’ Linnik 68’ (aut.) | Marcatori |  |

| Arbitro: | Lois Otte |

|  |           |                                                              |
|  | Marcatori | 9’, 29’ M. Viðarsdóttir 12’ Viggósdóttir 17’ Þorsteinsdóttir |

| Arbitro: | Carina Vitulano |

|                                                                |           |  |
| J. Ross 44’, 67’ Weir 46’ Corsie 53’ Evans 69’ Love 89’, 90+2’ | Marcatori |  |

| Arbitro: | Esther Azzopardi |

|  |           |                                                                                 |
|  | Marcatori | 15’, 86’ Brynjarsdóttir 20’, 65’ Þorsteinsdóttir 70’ M. Viðarsdóttir 80’ Jessen |

| Arbitro: | Anastasia Pustovoitova |

|           |           |                                    |
| Rochi 44’ | Marcatori | 22’ Little 27’, 28’Corsie 31’ Weir |

| Arbitro: | Paula Brady |

|  |           |                                  |
|  | Marcatori | 67’ Slesarchik 90+3’ Avkhimovich |

| Arbitro: | Vesna Budimir |

|                                                                              |           |  |
| J. Ross 3’, 59’, 61’, 87’ Love 8’, 40’, 53’ Beattie 24’ Lauder 27’ Evans 35’ | Marcatori |  |

| Arbitro: | Monika Mularczyk |

|                                    |           |           |
| J. Ross 19’, 45’ Little 52’ (rig.) | Marcatori | 42’ Erman |

| Arbitro: | Gordana Kuzmanović |

|  |           |                                                                      |
|  | Marcatori | 14’ M. Viðarsdóttir 24’, 34’, 54’ Þorsteinsdóttir 86’ Brynjarsdóttir |

| Arbitro: | Graziella Pirriatore |

|                                                                                    |           |              |
| Tibaut 6’, 75’ Ivanuša 47’ Prašnikar 48’, 81’ Kralj 60’ Kos 86’ Rogan 90+3’ (rig.) | Marcatori | 71’ Jakovska |

| Arbitro: | Angelika Soeder |

|  |           |                                                                          |
|  | Marcatori | 2’, 18’ Eržen 23’, 57’ Prašnikar 26’ Zver 29’, 81’ Tibaut 31’, 88’ Kralj |

| Arbitro: | Jana Adámková |

|  |           |                                                                     |
|  | Marcatori | 10’ Gísladóttir 62’ Þorsteinsdóttir 65’ Jónsdóttir 69’ Viðarsdóttir |

| Arbitro: | Marta Frias Acedo |

|  |           |          |
|  | Marcatori | 15’ Love |

| Arbitro: | Zuzana Valentová |

| |           |  |
| Friðriksdóttir 15’, 50’ Þorsteinsdóttir 17’, 34’, 42’ Jensen 25’ Gunnarsdóttir 27’ Brynjarsdóttir 81’ | Marcatori |  |

| Arbitro: | Désirée Grundbacher |

|                                                                                      |           |                              |
| Slesarchik 14’ Shcherbachenia 15’ Avkhimovich 17’ Linnik 28’ Urazaeva 52’ Shuppo 70’ | Marcatori | 23’ Jakovska 55’ Krstanovska |

| Arbitro: | Olga Zadinová |

|                                                        |           |  |
| Gísladóttir 11’ Brynjarsdóttir 21’, 46’ Jónsdóttir 68’ | Marcatori |  |

| Arbitro: | Maria Marotta |

|                     |           |  |
| Slesarchik 38’, 84’ | Marcatori |  |

| Arbitro: | Katalin Kulcsár |

|                    |           |                         |
| Friðriksdóttir 40’ | Marcatori | 25’, 56’ (rig.) J. Ross |

## Statistiche

### Classifica marcatrici
10 reti
- Harpa Þorsteinsdóttir

- Jane Ross (1 rig.)

7 reti
- Dagný Brynjarsdóttir

6 reti
- Joanne Love

5 reti
- Margrét Lára Viðarsdóttir

- Kim Little (1 rig.)

- Tjaša Tibaut

4 reti
- Yulia Slesarchik

- Lara Prašnikar

3 reti
- Fanndís Friðriksdóttir

- Rachel Corsie

- Barbara Kralj

2 reti
- Ekaterina Avkhimovich
- Hallbera Guðný Gísladóttir
- Gunnhildur Jónsdóttir

- Eli Jakovska
- Lisa Evans
- Caroline Weir

- Kaja Eržen
- Mateja Zver

1 rete
- Anastasia Linnik
- Anastasia Shcherbachenia
- Anastasia Shuppo
- Elvira Urazaeva
- Sara Björk Gunnarsdóttir
- Elín Metta Jensen

- Sandra María Jessen
- Hólmfríður Magnúsdóttir
- Glódís Perla Viggósdóttir
- Simona Krstanovska
- Gentjana Rochi
- Jennifer Beattie

- Hayley Lauder
- Kristina Erman
- Lara Ivanuša
- Evelina Kos
- Manja Rogan 81 rig.)

Autoreti
- Anastasia Linnik (a favore della Slovenia)